# Tân Hải (phường)
Tân Hải là một phường thuộc Thành phố Hồ Chí Minh, Việt Nam.

## Địa lý
Phường Tân Hải nằm ở phía nam thành phố Phú Mỹ, có vị trí địa lý:
- Phía đông giáp thành phố Bà Rịa
- Phía tây giáp phường Tân Hòa
- Phía nam giáp thành phố Vũng Tàu
- Phía bắc giáp phường Tân Hòa và xã Châu Pha.

Phường Tân Hải có diện tích 22,11 km², dân số năm 2024 là 19.301 người, mật độ dân số đạt 872 người/km².

## Hành chính
Phường Tân Hải được chia thành 5 khu phố: Cát Hải, Chu Hải, Đông Hải, Láng Cát, Phước Hải.

## Lịch sử
Ngày 9 tháng 12 năm 2003, Chính phủ ban hành Nghị định số 152/2003/NĐ-CP về việc thành lập xã Tân Hải thuộc huyện Tân Thành trên cơ sở 2.242,13 ha diện tích tự nhiên và 10.091 người của xã Hội Bài.
Ngày 12 tháng 4 năm 2018, Ủy ban Thường vụ Quốc hội ban hành Nghị quyết số 492/NQ-UBTVQH14 về việc thành lập thị xã Phú Mỹ thuộc tỉnh Bà Rịa – Vũng Tàu trên cơ sở toàn bộ huyện Tân Thành. Xã Tân Hải trực thuộc thị xã Phú Mỹ.
Ngày 15 tháng 1 năm 2025, Ủy ban Thường vụ Quốc hội ban hành Nghị quyết số 1365/NQ-UBTVQH15 về việc thành lập các phường thuộc thị xã Phú Mỹ và thành lập thành phố Phú Mỹ thuộc tỉnh Bà Rịa – Vũng Tàu (nghị quyết có hiệu lực từ ngày 1 tháng 3 năm 2025). Theo đó:
- Thành lập phường Tân Hải thuộc thị xã Phú Mỹ trên cơ sở toàn bộ 22,11 km² diện tích tự nhiên và quy mô dân số là 19.301 người của xã Tân Hòa.
- Thành lập thành phố Phú Mỹ thuộc tỉnh Bà Rịa Vũng Tàu trên cơ sở toàn bộ thị xã Phú Mỹ. Phường Tân Hải trực thuộc thành phố Phú Mỹ.